# Karis Watson
Karis Elizabeth Watson (* 30. Dezember 1992 in Rock Hill, South Carolina) ist eine US-amerikanische Volleyballspielerin.

## Karriere
Watson begann ihre Karriere an der Rock Hill High School. Von 2011 bis 2014 studierte sie an der Clemson University und spielte in der Universitätsmannschaft Tigers. 2016/17 gehörte sie zum Team der University of Essex. Anschließend wechselte die Mittelblockerin zum schwedischen Verein Hylte/Halmstad VBK. In der Saison 2018/19 spielte sie in Portugal bei AVC Famalicão. Danach wechselte Watson zum deutschen Bundesligisten VfB 91 Suhl.